# Paraclausithyron
 (août 2017).
Si vous disposez d'ouvrages ou d'articles de référence ou si vous connaissez des sites web de qualité traitant du thème abordé ici, merci de compléter l'article en donnant les références utiles à sa vérifiabilité et en les liant à la section « Notes et références ».

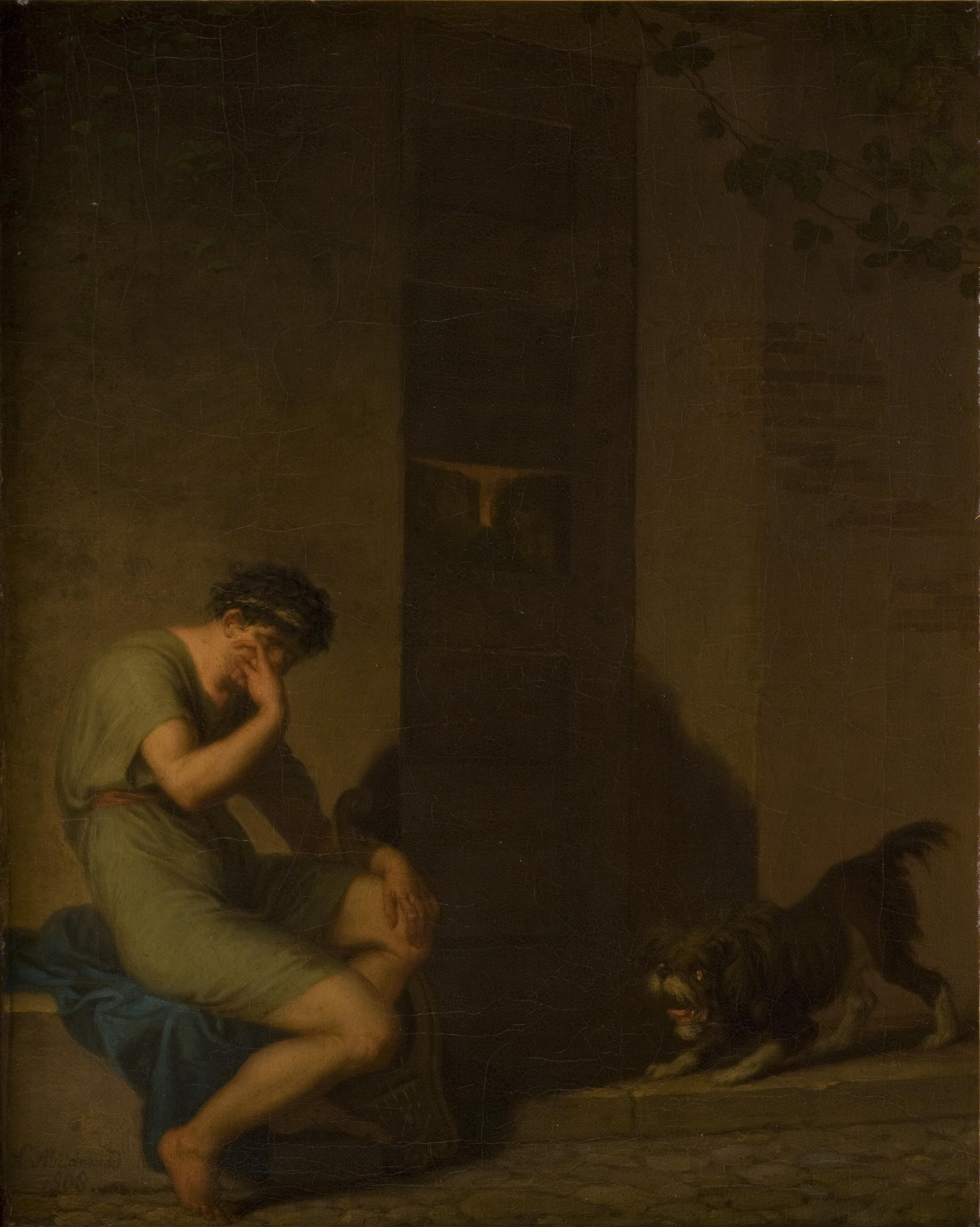
Tibulle se lamentant devant la porte de sa bien-aimée, peinture à l'huile de Nicolai Abraham Abildgaard, 1923.

Le paraclausithyron, ou paraclausithuron, du grec ancien παρακλαυσίθυρον, « lamentations devant une porte [fermée] » (de παρακλαίω [paraklaiô], « pleurer auprès de » et θύρα [thura], « porte »), est un topos littéraire typique de la poésie élégiaque grecque et romaine, repris plus tard par les troubadours dans la littérature médiévale. 
Il consiste essentiellement à représenter l'amant (un exclusus amator, qui peut parfois être le poète lui-même) veillant devant une porte close derrière laquelle se trouve la femme qu'il désire. 
Ce topos poétique est souvent marqué par des procédés narratifs tels que le dialogue avec la porte qui ne veut pas s'ouvrir, comme c'est le cas chez Catulle, ou le monologue de la porte, que l'on trouve chez Properce.  
Ovide a également utilisé le paraclausithyron dans ses Amours, où il parle avec un esclave gardant la porte (janitor).